# بلندی (فیلم ۲۰۰۰)
بلندی (به هندی: Bulandi) یا ارتفاع فیلمی محصول سال ۲۰۰۰ و به کارگردانی تاتیننی راما رائو است. در این فیلم بازیگرانی همچون آنیل کاپور، ریکا، راوینا تاندون، پارش راوال، شاکتی کاپور، رانجیت ایفای نقش کرده‌اند.